# Willowbrook/Rosa Parks (métro de Los Angeles)
Pour les articles homonymes, voir Willowbrook.
Willowbrook/Rosa Parks (anciennement Imperial/Wilmington) est une station du métro de Los Angeles desservie par les rames des lignes A et C et située à Willowbrook en Californie.

## Localisation
Station en surface du métro de Los Angeles, Willowbrook/Rosa Parks est située au croisement des lignes A et C à l'intersection de Wilmington Avenue et de l'Interstate 105 à Willowbrook, un census-designated place au sud de Los Angeles.

## Histoire
La gare est mise en service le 14 juillet 1990 lors de l'ouverture de la première ligne du métro de Los Angeles (la ligne A). Le quai de la ligne C est quant à lui inauguré le 12 août 1995.

## Service

### Accueil

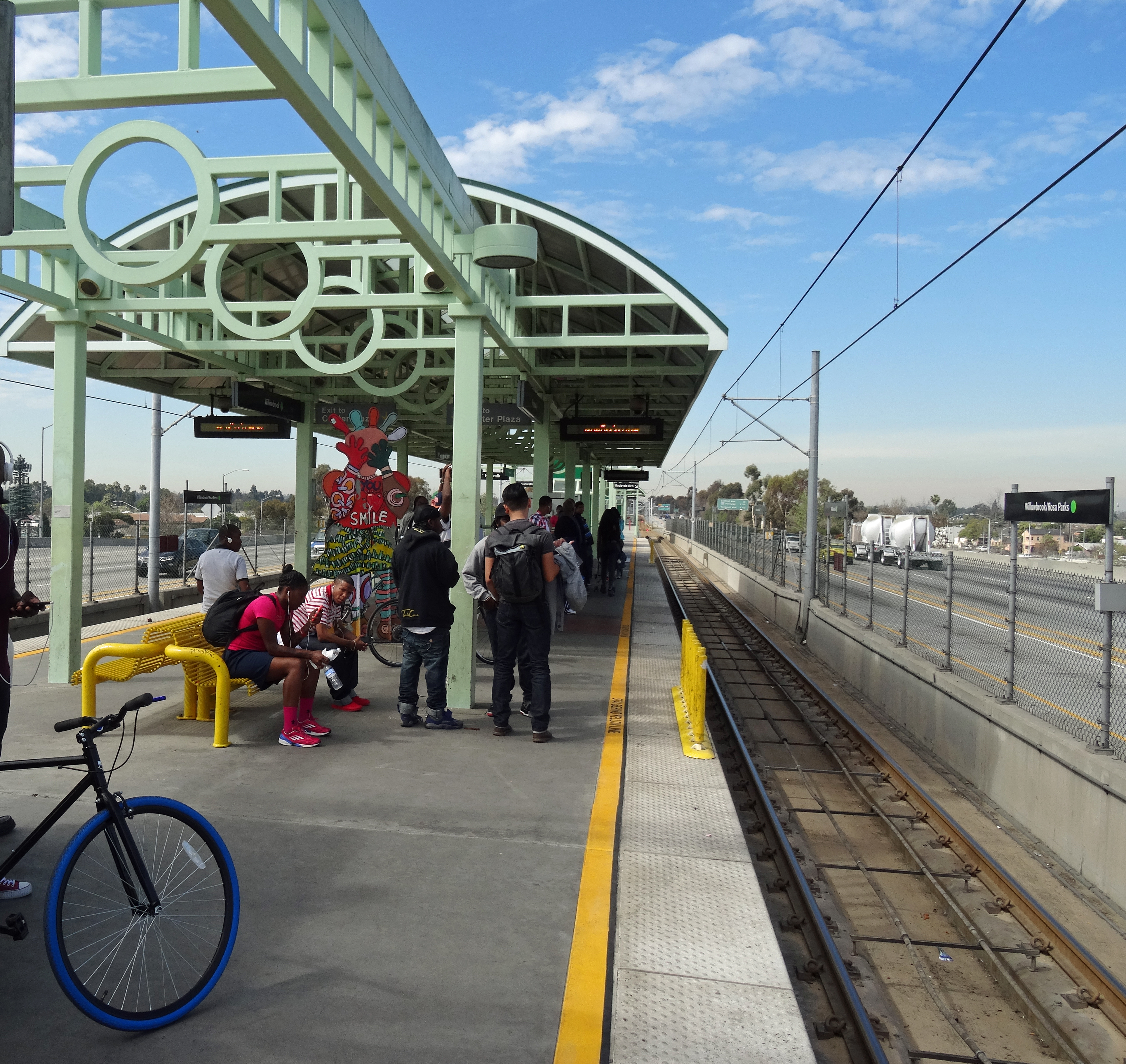
Plateforme de la ligne C.
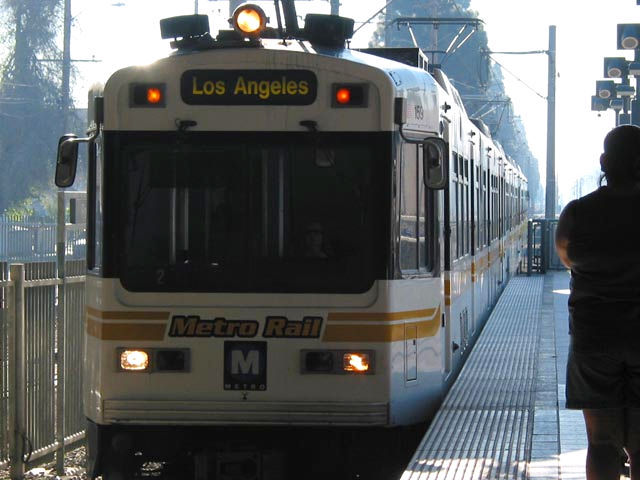
Train de la ligne A à Willowbrook.

### Desserte
Willowbrook/Rosa Parks est desservie par les rames des lignes A et C du métro.

### Intermodalité
La station est desservie par les lignes d'autobus 55, 120, 202, 205, 355 et 612 de Metro et la ligne 5 de Gardena Transit (en).